# Sparrowia parasitica
Sparrowia parasitica är en svampart som beskrevs av Willoughby 1963. Sparrowia parasitica ingår i släktet Sparrowia och familjen Chytridiaceae.   Inga underarter finns listade i Catalogue of Life.